# Пейзаново
Пейзаново, Пайзаново, Киречкьой, Киречно, Варово или Ново село (на гръцки: Ασβεστοχώρι, Асвестохори, катаревуса: Ασβεστοχώριον, Асвестохорион) е малък град в Република Гърция, част от дем Пилеа-Хортач (Пилеа-Хортиатис) в област Централна Македония с 4702 жители (2001).

## География
Градчето е разположено в планината Хортач (Хортиатис), в подножието на връх Свети Илия, на пет километра източно над Солун.

## История

### В Османската империя
Според Кузман Шапкарев, селото е основано от турците, след като завладяват Солун. Те заселват тук българи с цел да пазят града от гръцки смущения. До първата половина на XIX век, тукашните българи се радват на особени привилегии. Те не плащат никакви данъци и се наричат „Пайзани“, т.е. пазванти, пазачи.
В XIX век Пейзаново е българско село на самата южна езикова граница. В 1831 година френският консул в Солун Еспри-Мари Кузинери пише:
| „ | Йени кьой (Киреч кьой, Пайзаново, Ново село) е единственото в тая област село, населено с българи. Това население, което говори своя стар език, както и гръцки и турски, като няма достатъчно земя за обработване, избрало си е занятие, което най-добре да отговаря на природата на неговия край - то се занимава с варджийство и с това е станало много полезно... Тези българи пътуват с мулета, които им служат за пренасяне на варта. | “ |

В 1848 година руският славист Виктор Григорович описва в „Очерк путешествия по Европейской Турции“ Киречкіой или Новосело като „българско село“. Александър Синве („Les Grecs de l’Empire Ottoman. Etude Statistique et Ethnographique“), който използва гръцки данни, в 1878 година пише, че в Азвестохори (Azvesto-khori) живеят 4836 гърци. В „Етнография на вилаетите Адрианопол, Монастир и Салоника“, издадена в Константинопол в 1878 година и отразяваща статистиката на населението от 1873 Пайзаново Киречкьой (Payzanovo Kiretchkeui) е показано като село със 700 домакинства и 3158 жители българи.
В началото на 1870-те години руският консул пише, че в селото има 700 български и 15 куцовлашки семейства, но българите са разделени на партии, като по-силна е патриаршеската.
През 1874 година в селото с големи трудности е открито новобългарско училище с първи учител Христо Захариев от Татар Пазарджик и помощник Иван Апостоловски от село Вишени. Същевременно в селото има голямо гръцко училище с шест учители. В учебните 1881 - 1882 и 1882 - 1883 Българската екзархия издържа учител в Киречкьой. След силно противодействие от страна на митрополит Йоаким Солунски обаче българското училище е закрито. Според Васил Кънчов
| „ | Пó на запад въ с. Киречъ Кьой се е почнало в най-ново време погръчанье на населението, но силният български успех в Солун и ходеньето на киречкьойци в България на печал спират действията на гръцизма. | “ |

Към 1900 година според статистиката на Кънчов („Македония. Етнография и статистика“) в Киречкьой (Пейзаново) живеят 4200 души българи-християни. Царевна Миладинова пише за Киречкьой:
| „ | Недалече от българския Трансваал в Солун, горе, зад високите баири на север, се намираха селата Киречкьой и Капуджилар. В първото от тези села се говореше тогава, говори се и сега, на хубав български език със старобългарски примеси в говора. Селянките му носят някакви чудновати и много красиви старобългарски носии. | “ |

По данни на секретаря на екзархията Димитър Мишев („La Macédoine et sa Population Chrétienne“) в 1905 година в Киречкьой има българи патриаршисти гъркомани и в селото функционират начално и прогимназиално гръцко училище.
Според доклад на Димитриос Сарос от 1906 година Асвестохори (Ἀσβεστοχώρι) е славяногласно село в Солунската митрополия с 4422 души (2216 мъже и 2216 жени) с гръцко съзнание. В селото работят 6-класно гръцко смесено и 4-класно гръцко женско училище, както и детска градина със 764 ученици (381 мъже и 383 жени) и 10 учители и има едно образователно дружество.
При избухването на Балканската война в 1912 година 55 души от Киречкьой са доброволци в Македоно-одринското опълчение.

### В Гърция
След Междусъюзническата война Пейзаново попада в Гърция.

## „Свети Георги“
Църквата „Свети Георги“, трикорабна базилика, е построена в 1800 година, а камбанарията ѝ в 1885 г. В 1867 година е разширен западният кораб. Иконостасът е от 1812 година.

## Личности
Родени в Пейзаново
- Акакий Серски (1792 – 1816), български светец
- Ангел Христов, македоно-одрински опълченец, варджия, I клас, 3 рота на 9 велешка дружина[20]
- Антониос Маламатис, гръцки андартски капитан
- Георги Антонов, македоно-одрински опълченец, 3 рота на 5 одринска дружина, ранен[21]
- Георги Димитров (1852 – 1921), български революционер
- Димитър Георгиев, македоно-одрински опълченец, 1 рота на 10 прилепска дружина[22]
- Димостенис Генос (Δημοσθένης Γκένος), гръцки андартски деец, агент от трети ред[23]
- Костадин (Коста) Кузманов (1876 – ?), български просветен деец
- Николаос Кицис (Νικόλαος Κίτσης), гръцки андартски деец, епитроп на местното училище и посредник на гръцките консулства[23]
- Панайотис Кутрусис (Παναγιώτης Κουτρούσης), гръцки андартски деец, агент от трети ред, събира храна и оръжие за андартите[23]
- Симеон Йотов, български опълченец, I опълченска дружина[24]
- Тодорка Янчева (около 1879 - ?), българска учителка
- Христо Анастасов, македоно-одрински опълченец, 22-годишен, варджия, ІІІ отделение, 4 рота на 9 велешка дружина[25]
- Христос Найдис (Χρήστος Νάϊδης), гръцки андартски деец, агент от трети ред, подпомага дейността на Яни Рамненски[23]
- Христос Пелтекис (Χρήστος Πελτέκης), гръцки андартски деец, агент от трети ред, куриер и медицинско лице[23]
- Щерьо Г. Калов (Колев), македоно-одрински опълченец, 29-годишен, ІІ отделение, 1 рота на 10 прилепска дружина[26]
- Яни Дионисов (Дионисиев, 1837/1839 - 8 май 1906), български революционер, доброволец в Сръбско-турската война в 1876 година, зачислен в III рота на I опълченска дружена на 28 април 1877 година, на 27 март 1878 година произведен ефрейтор, уволнен от Опълчението на 27 април 1878 година, живее в Русе и Никопол и се занимава с варджийство[24][27]